# Ekebergia capensis

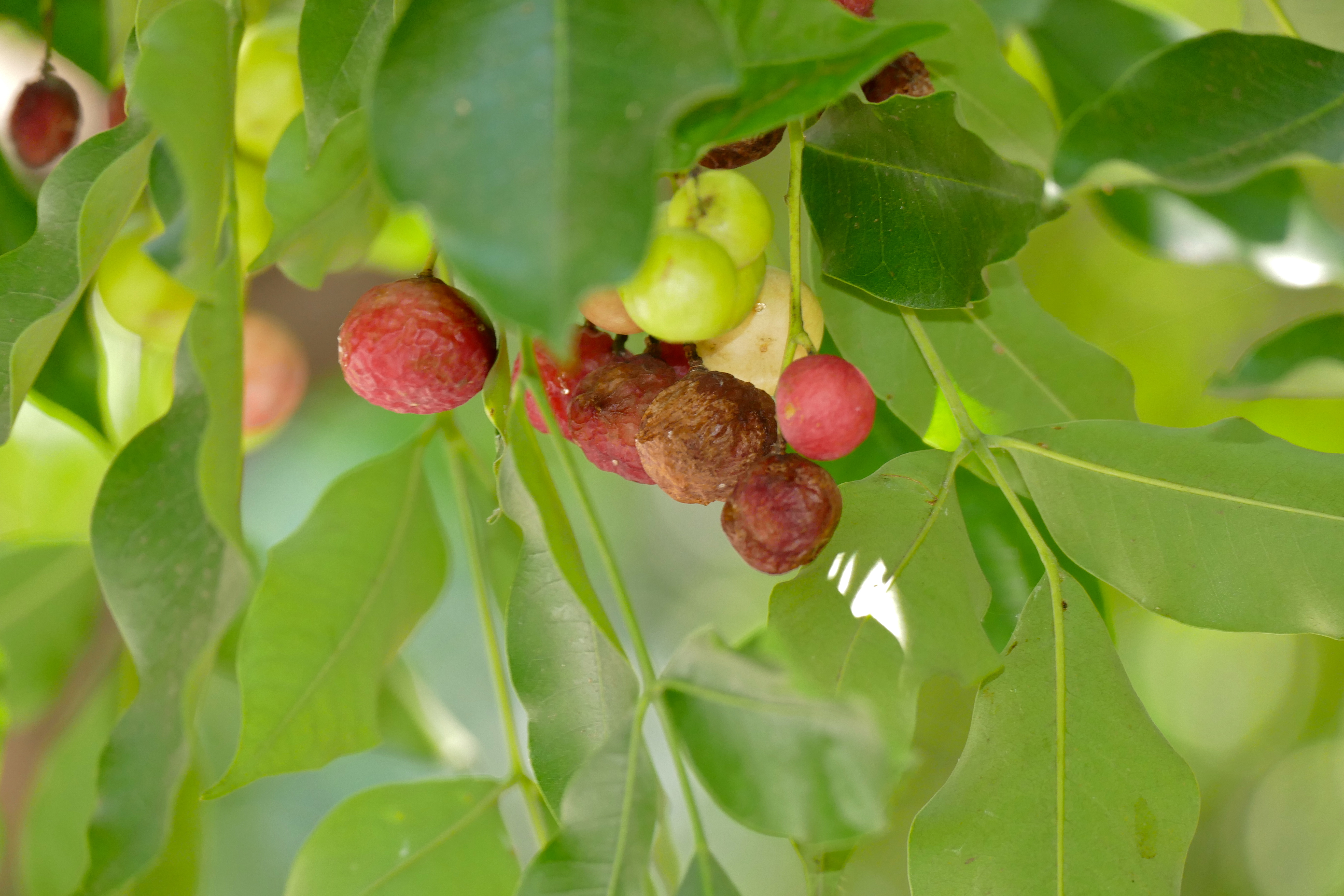
Früchte

Ekebergia capensis ist ein Baum in der Familie der Mahagonigewächse aus Afrika. Er ist von West- und Zentral- bis Ostafrika und ins südliche Afrika verbreitet.

## Beschreibung
Ekebergia capensis wächst als halb- bis immergrüner Baum bis etwa 20 Meter oder mehr hoch. Der Stammdurchmesser erreicht bis über 1 Meter. Der Stamm ist an der Basis geriffelt oder es sind Brettwurzeln ausgebildet. Die bräunliche bis gräuliche Borke ist relativ glatt und im Alter dick und schuppig.
Die schraubig angeordneten und gestielten Laubblätter sind unpaarig gefiedert mit 7–15 kurz gestielten Blättchen. Der Blattstiel ist bis 10 Zentimeter lang und die Rhachis bis 25 Zentimeter, die Blättchenstiele sind bis 10–20 Millimeter lang. Die ganzrandigen, papierigen bis leicht ledrigen und bespitzten bis spitzen Blättchen sind bis 14 Zentimeter lang und bis 6 Zentimeter breit. Sie sind eiförmig, -lanzettlich bis elliptisch, lanzettlich oder verkehrt-eiförmig, -eilanzettlich und unterseits mehr oder weniger behaart. Die Nebenblätter fehlen.
Ekebergia capensis ist zweihäusig diözisch. Es werden achselständige und behaarte Rispen gebildet. Die eingeschlechtlichen, kurz gestielten und duftenden, kleinen, grünlich- bis rosa-weißen Blüten sind meist 4–5zählig und mit doppelter Blütenhülle. Die kurz verwachsenen, außen behaarten Kelchblätter sind bis 3 Millimeter lang. Die freien, bis 7 Millimeter langen Petalen sind außen behaart. Die meist 10 kurzen Staubblätter sind röhrig-, becherförmig verwachsen mit den Antheren an der Spitze. Der Fruchtknoten ist oberständig mit dicklichem Griffel mit pilzförmiger Narbe. Die weiblichen Blüten besitzen Staminodien mit Antheroden, die männlichen einen Pistillode.
Es werden rundliche bis 2–3 Zentimeter große, rote oder rot-bräunliche und mehrsamige, glatte Steinfrüchte gebildet. Die 2–4 Steinkerne sind jeweils einsamig.
Die Chromosomenzahl beträgt 2n = 46.

## Taxonomie
Die Erstbeschreibung erfolgte 1779 durch Anders Sparrman in Kongl. Vetensk. Acad. Handl. 1779: 282. Es sind verschiedene Synonyme bekannt wie Ekebergia rueppelliana (Fresen.) A.Rich., Ekebergia senegalensis A.Juss., Trichilia ekebergia E.Mey. ex Sond., Charia indeniensis A.Chev. oder Sorindeia doeringii Engl. & K.Krause u. a.

## Verwendung
Die Früchte sind knapp essbar.
Die Rinde, Wurzeln und Blätter sowie das Holz werden medizinisch verwendet.
Das relativ leichte, weiche Holz ist wenig beständig. Es wird nur lokal für verschiedene Anwendungen genutzt.